# Суниньш, Карлис
Карлис Суниньш (латыш. Kārlis Sūniņš; 27 февраля 1907 — 13 февраля 1979) — латвийский и советский художник. Народный художник Латвийской ССР (1972).

## Биография
Родился 27 февраля 1907 года в поместье Нурмуйжа Тальсенского уезда (ныне Талсинский край Латвии) в семье прислуги.
Учился в Бирзской волостной школе, Стендской основной школе, Талсинской городской основной школе. Окончил Талсинскую среднюю школу и отделение декоративной живописи Латвийской академии художеств (мастерская профессора Яниса Куги, 1934).
Работал педагогом Рижской средней школы прикладных искусств (1944—1967).
Был членом Объединения независимых художников (1932), членом Союза художников Латвии (1944), председателем секции акварелистов (1960—1966). Заслуженный деятель искусств Латвийской ССР (1967). Народный художник Латвийской ССР (1972).
Умер 13 февраля 1979 года в Риге. Похоронен на Лесном кладбище.

## Творчество
Принимал участие в выставках с 1929 года. Автор декоративно-художественного оформления помещений резиденции латвийского президента, Рижского государственного земельного банка (1935, 1937), Цесисского санатория, Сигулдского дворца писателей (оба 1937), некоторых частных особняков в Цесисе и Талсы.
Писал главным образом пейзажи, прибегая к стилизованным формам. Работал в технике акварели, масляной живописи и темперы. Делал книжные иллюстрации, экслибрисы, эскизы витражей, плакаты.
Наиболее известные работы: серия «Даугава» (конец 1950-х), «Можжевельник» (1967), «Ирисы» (1968), «Зима», «Межэзерс» (обе 1977).